# Ottmarsheim
Pour l’article homonyme, voir Ottmarsheim (Besigheim).
Ottmarsheim est une commune française de la région mulhousienne située dans la circonscription administrative du Haut-Rhin, dans le territoire de la Collectivité européenne d'Alsace, en région Grand Est. Au niveau intercommunal, elle fait partie de Mulhouse Alsace Agglomération (M2A).
Cette commune se trouve dans la province historique et culturelle d'Alsace.
Ses habitants sont appelés les Ottmarsheimois et les Ottmarsheimoises.

## Géographie

### Situation géographique
Ottmarsheim est une commune d'Alsace qui se situe à 17 km à l'est de Mulhouse et fait frontière avec la ville de Neuenburg am Rhein en Allemagne. En outre, la commune est située à 45 km de Fribourg-en-Brisgau et 34 km de Bâle. Le village se trouve à proximité de la plaine du Rhin et de la forêt de la Hardt.
Ottmarsheim est située dans le Pays de la région mulhousienne qui regroupe des communes issues de trois régions naturelles alsaciennes : l'Ochsenfeld, le nord Sundgau et la Hardt.
| Battenheim           | Bantzenheim | Le Rhin                         |
| Baldersheim Sausheim | Ottmarsheim | Neuenburg am Rhein ( Allemagne) |
| Rixheim              | Hombourg    | Le Rhin                         |

### Accès et transport
Par la route, depuis Paris, l'accès est à 550 km par l'A6 jusqu'à Beaune, l'A31 (sur quelques kilomètres) puis par l'A36 jusqu'à la sortie Ottmarsheim (no 22). Depuis Strasbourg, à 120 km par l'A35 puis rejoindre l'A36 en direction de l'Allemagne jusqu'à la sortie Ottmarsheim (no 22). Depuis Bâle, à 34 km par l'A35 puis rejoindre l'A36 direction l'Allemagne jusqu'à la sortie Ottmarsheim (no 22).
Ottmarsheim est desservie par la ligne de cars no 59 - Soléa. La commune ne dispose pas de gare ferroviaire et les deux gares les plus proches sont celles de Mulhouse (TGV et lignes nationales) et de Bantzenheim, cette dernière, peu desservie, donne deux grandes lignes distinctes: une vers Mulhouse et la seconde vers Müllheim. En avion, il est possible d'arriver à l'EuroAirport de Bâle-Mulhouse-Fribourg et d'emprunter l'autoroute A35.
Les itinéraires cyclables « 2 Rives 3 Ponts, à vélo au fil du Rhin » permettent de circuler à vélo le long des berges du Rhin, de Bâle à Fessenheim, en passant par Ottmarsheim. Le village est également traversé par l'Euro Vélo Route 15 et l'Euro Vélo Route 6.

### Héraldique
| Blason d'Ottmarsheim | Les armes d'Ottmarsheim se blasonnent ainsi : « De gueules au croissant versé d'argent. » Le village possédait ces armoiries dès la fin du XVIIe siècle. |

### Hydrographie

#### Réseau hydrographique
La commune est dans le bassin versant du Rhin au sein du bassin Rhin-Meuse. Elle est drainée par le Grand canal d'Alsace, le Rhin, le canal d'Irrigation de la Hardt, le ruisseau du Muhlbach de la Hardt, la rigole des egouts de la ville de Mulhouse, la rigole d'Ottmarsheim et la Tête Morte d'Ottmarsheim,,.
Le Grand canal d'Alsace, d'une longueur de 93 km, prend sa source dans la commune de Schœnau et se jette  dans le Rhin à Erstein, après avoir traversé 31 communes. 

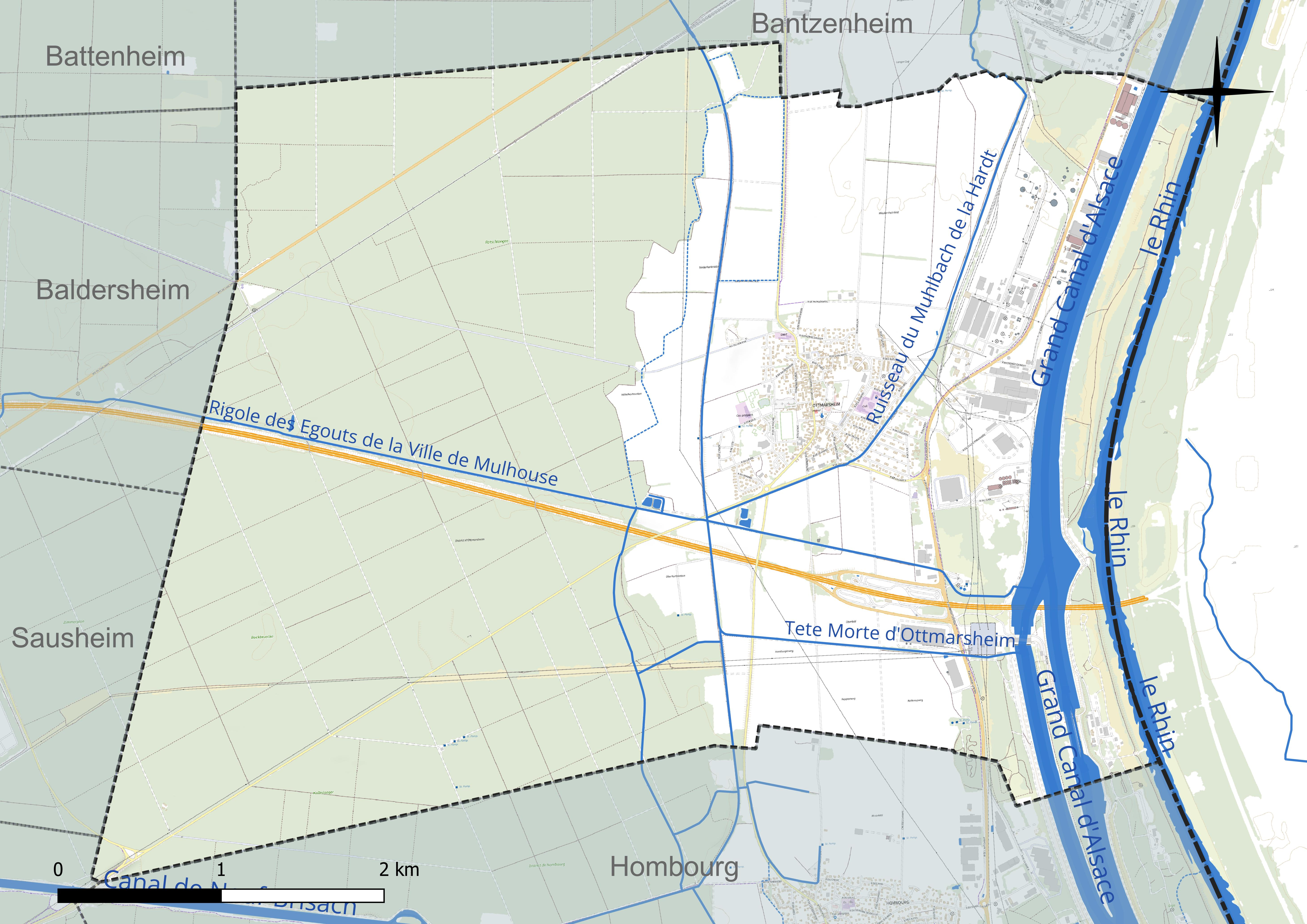
Réseau hydrographique d'Ottmarsheim.

Le Rhin, long de 1 233 km est le plus long fleuve se déversant dans la mer du Nord et de l'une des voies navigables les plus fréquentées du monde. Il traverse la Suisse, l'Autriche, l'Allemagne et les Pays-Bas et marque la frontière entre l'Allemagne et la France. 
Le canal d'irrigation de la Hardt, d'une longueur de 30 km, est un canal, chenal non navigable qui relie la commune de Hombourg à Algolsheim, où il se jette dans le canal du Rhône au Rhin. 
Le ruisseau du Muhlbach de la Hardt, d'une longueur de 38 km, prend sa source dans la commune  et se jette  dans le canal de Neuf-Brisach à Biesheim, après avoir traversé 15 communes. 

#### Gestion et qualité des eaux
Le territoire communal est couvert par le schéma d'aménagement et de gestion des eaux (SAGE) « Ill Nappe Rhin ». Ce document de planification concerne la nappe phréatique rhénane, les cours d'eau de la plaine d'Alsace et du piémont oriental du Sundgau, les canaux situés entre l'Ill et le Rhin et les zones humides de la plaine d'Alsace. Le périmètre s’étend sur 3 596 km2. Il a été approuvé le 17 janvier 2005. La structure porteuse de l'élaboration et de la mise en œuvre est la région Grand Est. 
La qualité des cours d’eau peut être consultée sur un site dédié géré par les agences de l’eau et l’Agence française pour la biodiversité. 

### Climat
Pour des articles plus généraux, voir Climat du Grand Est et Climat du Haut-Rhin.
En 2010, le climat de la commune est de type climat océanique altéré, selon une étude du Centre national de la recherche scientifique s'appuyant sur une série de données couvrant la période 1971-2000. En 2020, Météo-France publie une typologie des climats de la France métropolitaine dans laquelle la commune est exposée à un climat semi-continental et est dans la région climatique  Alsace, caractérisée par une pluviométrie faible, particulièrement en automne et en hiver, un été chaud et bien ensoleillé, une humidité de l’air basse au printemps et en été, des vents faibles et des brouillards fréquents en automne (25 à 30 jours). 
Pour la période 1971-2000, la température annuelle moyenne est de 10,3 °C, avec une amplitude thermique annuelle de 17,9 °C. Le cumul annuel moyen de précipitations est de 661 mm, avec 7,7 jours de précipitations en janvier et 9 jours en juillet. Pour la période 1991-2020, la température moyenne annuelle observée sur la station météorologique de Météo-France la plus proche, « Mulhouse », sur la commune de Mulhouse à 13 km à vol d'oiseau, est de 11,1 °C et le cumul annuel moyen de précipitations est de 747,6 mm. 
La température maximale relevée sur cette station est de 39,4 °C, atteinte le 13 août 2003 ; la température minimale est de −21,5 °C, atteinte le 10 février 1956,,. 
Les paramètres climatiques de la commune ont été estimés pour le milieu du siècle (2041-2070) selon différents scénarios d'émission de gaz à effet de serre à partir des nouvelles projections climatiques de référence DRIAS-2020. Ils sont consultables sur un site dédié publié par Météo-France en novembre 2022.

## Urbanisme

### Typologie
Au 1er janvier 2024, Ottmarsheim est catégorisée bourg rural, selon la nouvelle grille communale de densité à sept niveaux définie par l'Insee en 2022.
Elle est située hors unité urbaine. Par ailleurs la commune fait partie de l'aire d'attraction de Mulhouse, dont elle est une commune de la couronne,. Cette aire, qui regroupe 132 communes, est catégorisée dans les aires de 200 000 à moins de 700 000 habitants,.

### Occupation des sols
L'occupation des sols de la commune, telle qu'elle ressort de la base de données européenne d’occupation biophysique des sols Corine Land Cover (CLC), est marquée par l'importance des forêts et milieux semi-naturels (60,2 % en 2018), une proportion sensiblement équivalente à celle de 1990 (60,6 %). La répartition détaillée en 2018 est la suivante : 
forêts (57,7 %), terres arables (23 %), zones industrielles ou commerciales et réseaux de communication (8 %), eaux continentales (4,6 %), zones urbanisées (4,2 %), milieux à végétation arbustive et/ou herbacée (2,5 %). L'évolution de l’occupation des sols de la commune et de ses infrastructures peut être observée sur les différentes représentations cartographiques du territoire : la carte de Cassini (XVIIIe siècle), la carte d'état-major (1820-1866) et les cartes ou photos aériennes de l'IGN pour la période actuelle (1950 à aujourd'hui).

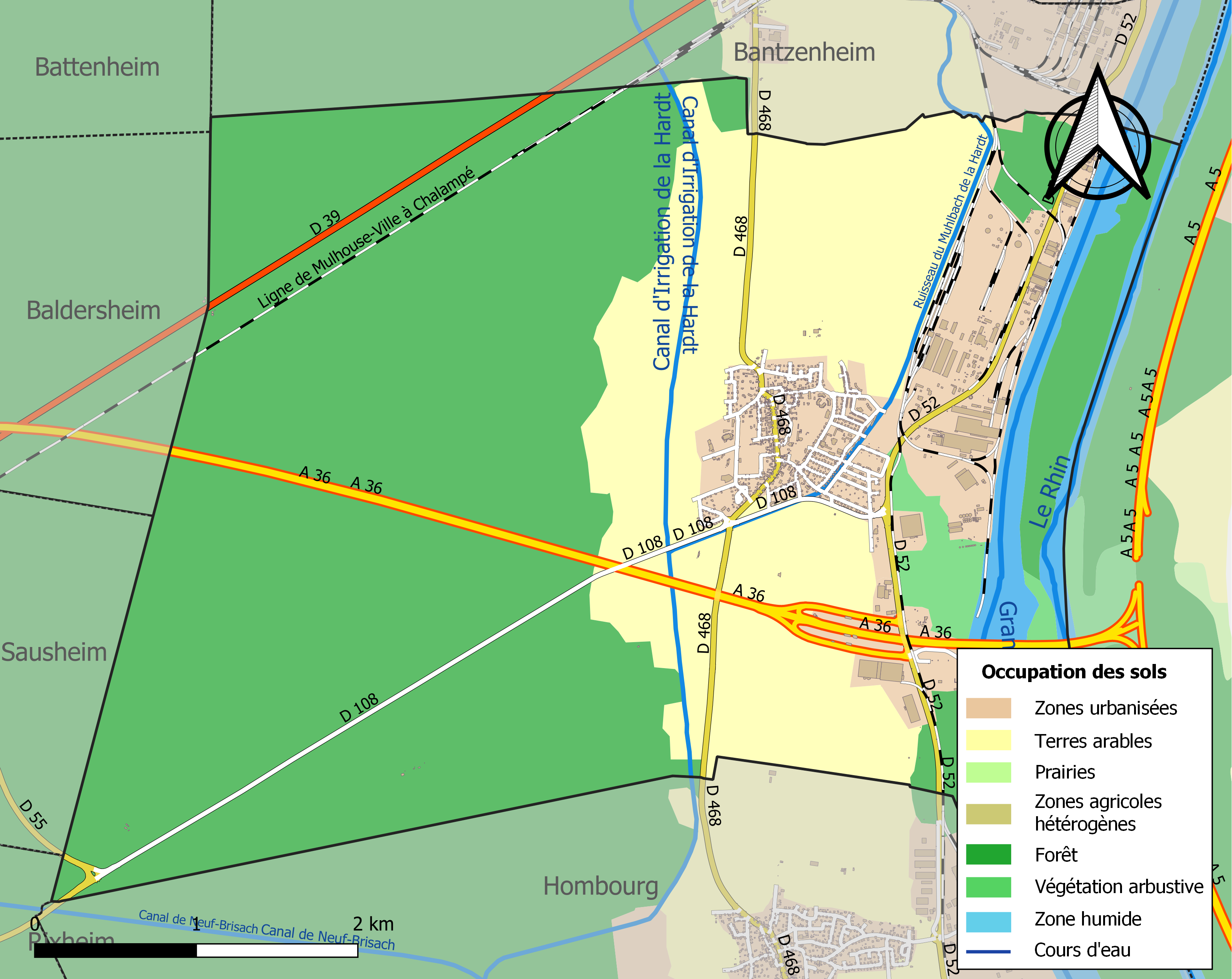
Carte des infrastructures et de l'occupation des sols de la commune en 2018 (CLC).

## Économie
Ottmarsheim accueille un des trois ports de Mulhouse-Rhin qui constitue l'extrémité orientale du canal du Rhône au Rhin. Ce port est géré par la Chambre de commerce et d'industrie Sud Alsace Mulhouse.
La Coopérative agricole de céréales d’Ottmarsheim gère d'importants silos à grains et des stockages d'engrais. Elle abrite le plus grand stockage de grains du Rhin avec 225 000 tonnes (données 2013).
Cette zone accueille également un stockage de 1 250 tonnes de nitrate d'ammonium. Ce dernier reçoit en 2017 l'expert industriel de l'assureur qui refuse de signer le rapport de visite concernant ce stockage, estimant que le risque d'explosion majeure est, d'une part, trop important, et d'autre part, présenterait des conséquences trop graves. Ces conséquences sont premièrement le risque inhérent à la présence toute proche d'usines chimiques et pétrochimiques à Chalampé. Y sont notamment stockées 44 tonnes de cyanure d'hydrogène, 600 tonnes d’ammoniac, ainsi que du pentène nitrile et des oxydes d’azote. D'autre part, le risque tient à la proximité du Grand canal d'Alsace, et plus particulièrement du rôle de celui-ci dans le refroidissement de la centrale nucléaire de Fessenheim. À la suite de ces informations, la DREAL Alsace mène sa propre enquête, révélant que des « non-conformité » aux règles de sécurité ont été relevées, mais sans préciser lesquelles,.
Plus généralement, Ottmarsheim accueille quatorze installations classées dont deux établissements « Seveso seuil haut ».

## Politique et administration
| Période      | Période                      | Identité          | Étiquette | Qualité                                                                                                 |
| ------------ | ---------------------------- | ----------------- | --------- | --- |
| 1941         | mars 1965                    | Marcel Faby       | MRP       | Cultivateur Ancien conseiller d'arrondissement (1937 → 1940)                                            |
| mars 1965    | mars 1989                    | Armand Schmitt    | DVD       | |
| mars 1989    | juin 1995                    | Raymond Dojat     | DVD       | Cadre EDF retraité                                                                                      |
| juin 1995    | mars 2001                    | Gilbert Roche     | DVD       | Maire honoraire                                                                                         |
| mars 2001    | mars 2008                    | Jean-Patrice Kuhn | DVD       | Président de la CC Porte de France Rhin Sud                                                             |
| mars 2008    | mars 2014                    | Gérard Foluszny   | DVD       | |
| mars 2014    | juillet 2020                 | Marc Munck        | DVD       | Cadre bancaire retraité Conseiller départemental de Rixheim (2017 → 2021) Conseiller d'Alsace (2021 → ) |
| juillet 2020 | En cours (au 5 juillet 2020) | Jean-Marie Behe,  | DVD       | Superviseur de travaux, ancien adjoint au maire                                                         |

## Démographie

### Évolution de la population
L'évolution du nombre d'habitants est connue à travers les recensements de la population effectués dans la commune depuis 1793. Pour les communes de moins de 10 000 habitants, une enquête de recensement portant sur toute la population est réalisée tous les cinq ans, les populations de référence des années intermédiaires étant quant à elles estimées par interpolation ou extrapolation. Pour la commune, le premier recensement exhaustif entrant dans le cadre du nouveau dispositif a été réalisé en 2008.

En 2022, la commune comptait 2 025 habitants, en évolution de +11,26 % par rapport à 2016 (Haut-Rhin : +0,66 %, France hors Mayotte : +2,11 %).
| 1793 | 1800 | 1806 | 1821 | 1831 | 1836 | 1841 | 1846 | 1851  |
| ---- | ---- | ---- | ---- | ---- | ---- | ---- | ---- | ----- |
| 841  | 720  | 753  | 812  | 900  | 916  | 962  | 987  | 1 051 |

| 1856  | 1861 | 1866 | 1871 | 1875 | 1880 | 1885 | 1890 | 1895 |
| ----- | ---- | ---- | ---- | ---- | ---- | ---- | ---- | ---- |
| 1 000 | 934  | 940  | 846  | 843  | 860  | 821  | 790  | 779  |

| 1900 | 1905 | 1910 | 1921 | 1926 | 1931 | 1936 | 1946 | 1954  |
| ---- | ---- | ---- | ---- | ---- | ---- | ---- | ---- | ----- |
| 759  | 730  | 708  | 714  | 695  | 659  | 646  | 560  | 1 830 |

| 1962  | 1968  | 1975  | 1982  | 1990  | 1999  | 2006  | 2008  | 2013  |
| ----- | ----- | ----- | ----- | ----- | ----- | ----- | ----- | ----- |
| 1 495 | 1 766 | 1 833 | 2 003 | 1 897 | 1 926 | 1 897 | 1 890 | 1 796 |

| 2018  | 2022  | - | - | - | - | - | - | - |
| ----- | ----- | - | - | - | - | - | - | - |
| 1 950 | 2 025 | - | - | - | - | - | - | - |

### Projet de Plan Local d'Urbanisme (PLU)
Pour répondre aux enjeux de son territoire, le Conseil Municipal de la Commune d'Ottmarsheim a décidé de réviser en 2015 son Plan d'Occupation des Sols (POS) et de le transformer en PLU. Cette procédure est l'occasion pour les élus, les techniciens, les partenaires institutionnels et les habitants d'appréhender les faiblesses de la commune à corriger et d'identifier les atouts et les opportunités à saisir pour son avenir.

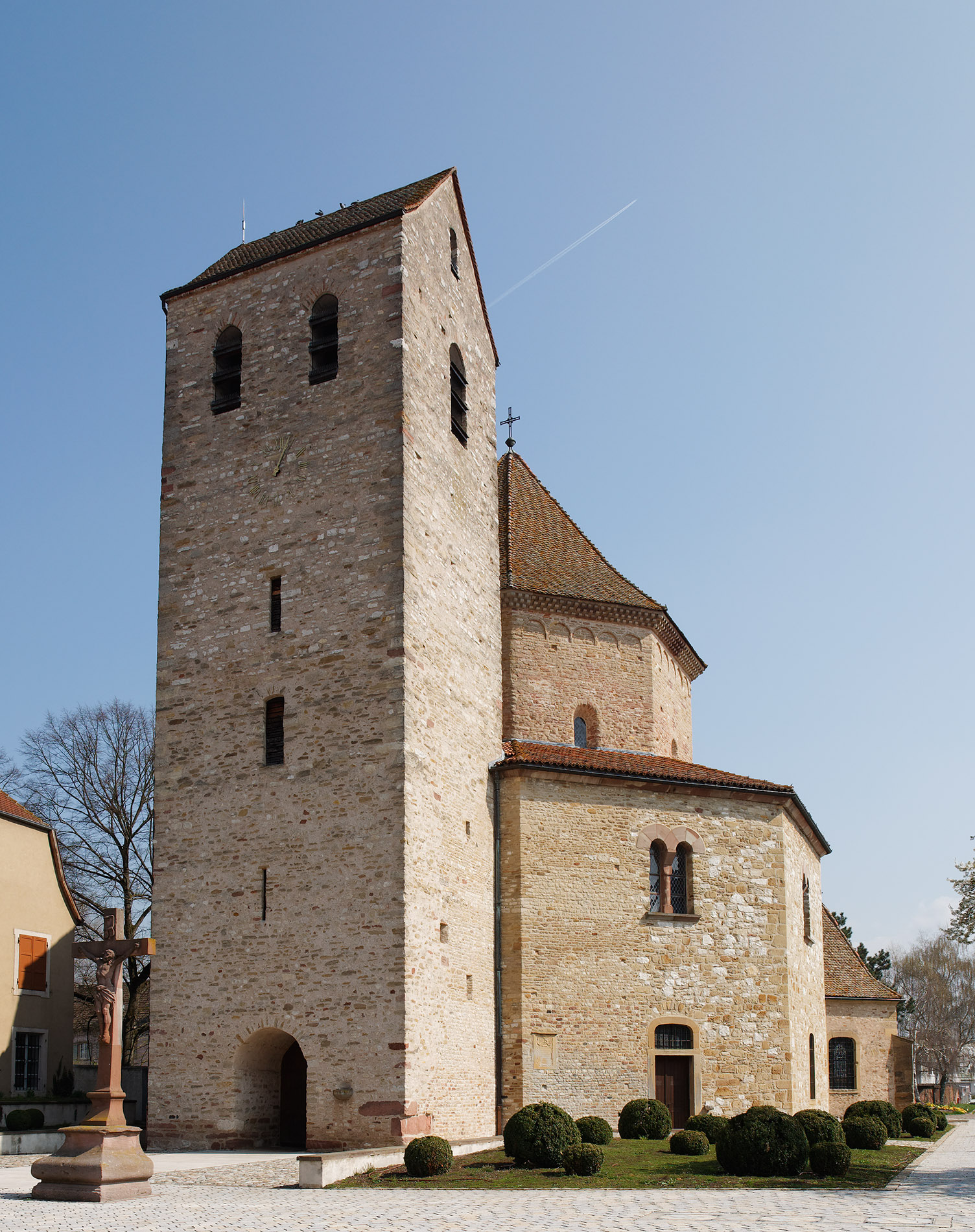
Vue du clocher de l'abbatiale.

## Enseignement

### École maternelle
Située dans le quartier des fleurs l'école maternelle propose des classes monolingues et des classes bilingues. Ces dernières sont des classes bilingues paritaires allemand/français qui permettent aux enfants de bénéficier d'un enseignement de 12 heures dans une langue et de 12 heures dans l'autre.

### École élémentaires Katia et Maurice Krafft
Située à proximité de l'école maternelle, l'école élémentaire accueille environ 150 enfants et propose à tous les niveaux, du CP au CM2, de travailler dans une classe bilingue (français/allemand) ou dans une classe monolingue (français). Une initiation à la langue allemande est dispensée à raison de 2 heures par semaine aux élèves monolingues des classes de CE2, CM1 et CM2.
Chaque classe se rend une fois par semaine à la piscine Aquarhin. À chaque fin de cycle d'enseignement, le niveau de l'enfant est évalué par des maîtres-nageurs qualifiés et sanctionnés par un diplôme de l'Ecole de Natation Française, valable partout en France.
L'école est équipée de l'outil informatique, un poste par salle, et d'une salle informatique où les classes se rendent chaque semaine.
Les enfants peuvent bénéficier d'un enseignement catholique de 50 minutes par semaine.
La Bibliothèque Centre Documentaire (BCD) est à la disposition des classes ainsi qu'une salle vidéo avec téléviseur / lecteur DVD. En outre, les classes se rendent régulièrement à la médiathèque municipale pour emprunter des ouvrages à titre personnel et, ponctuellement, pour assister à des animations sur des thèmes particuliers.
La cour de récréation est équipée de matériel conforme aux normes et varié. Un garage à vélo est aménagé dans l'enceinte de l'école. Une fresque de volcans orne le fond de la cour, elle honore Katia et Maurice Krafft. Une autre fresque a été réalisée par les écoliers en 2009.

### Périscolaire
En dehors des heures de classe, les élèves des écoles maternelle et élémentaire peuvent être accueillis par le service du périscolaire situé à proximité des écoles. Les enfants peuvent très facilement s'y rendre à pied. Outre les accueils périscolaires, ce service organise également les Nouvelles Activités Périscolaires, en collaboration avec la Commune d'Ottmarsheim et les ATSEM (Agent Territorial Spécialisé des Écoles Maternelles).

### Collège Théodore Monod
Le collège offre une large palette d'enseignements complémentaires : bilinguisme, classes bilingues et européennes, latin, découverte professionnelle (3 heures), section sportive "escalade"... Les élèves peuvent y apprendre l'allemand, l'anglais et l'italien (LV2).
Créé en 1963, il est aujourd'hui entièrement rénové et accueille chaque année près de 490 élèves.
Après le collège, les élèves sont pris en charge par les lycées mulhousiens.

## Lieux, histoire et monuments

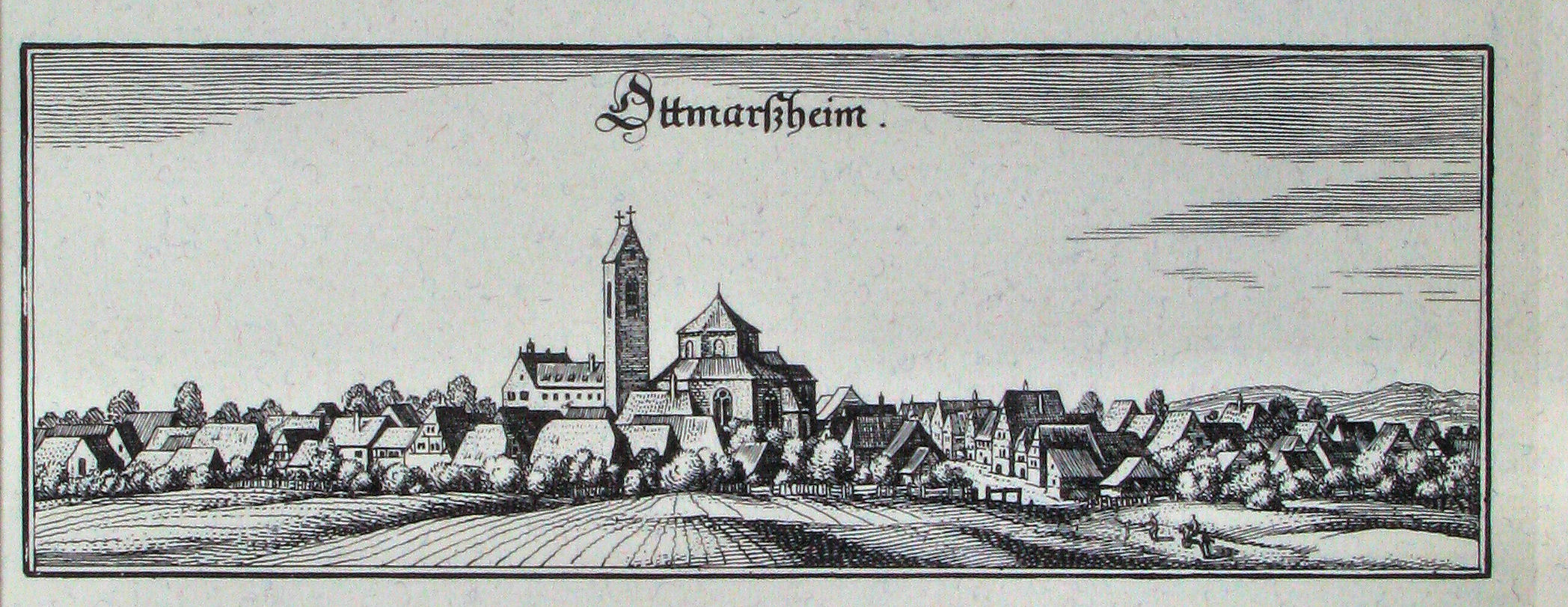
Topographia Alsatiae, Ottmarsheim

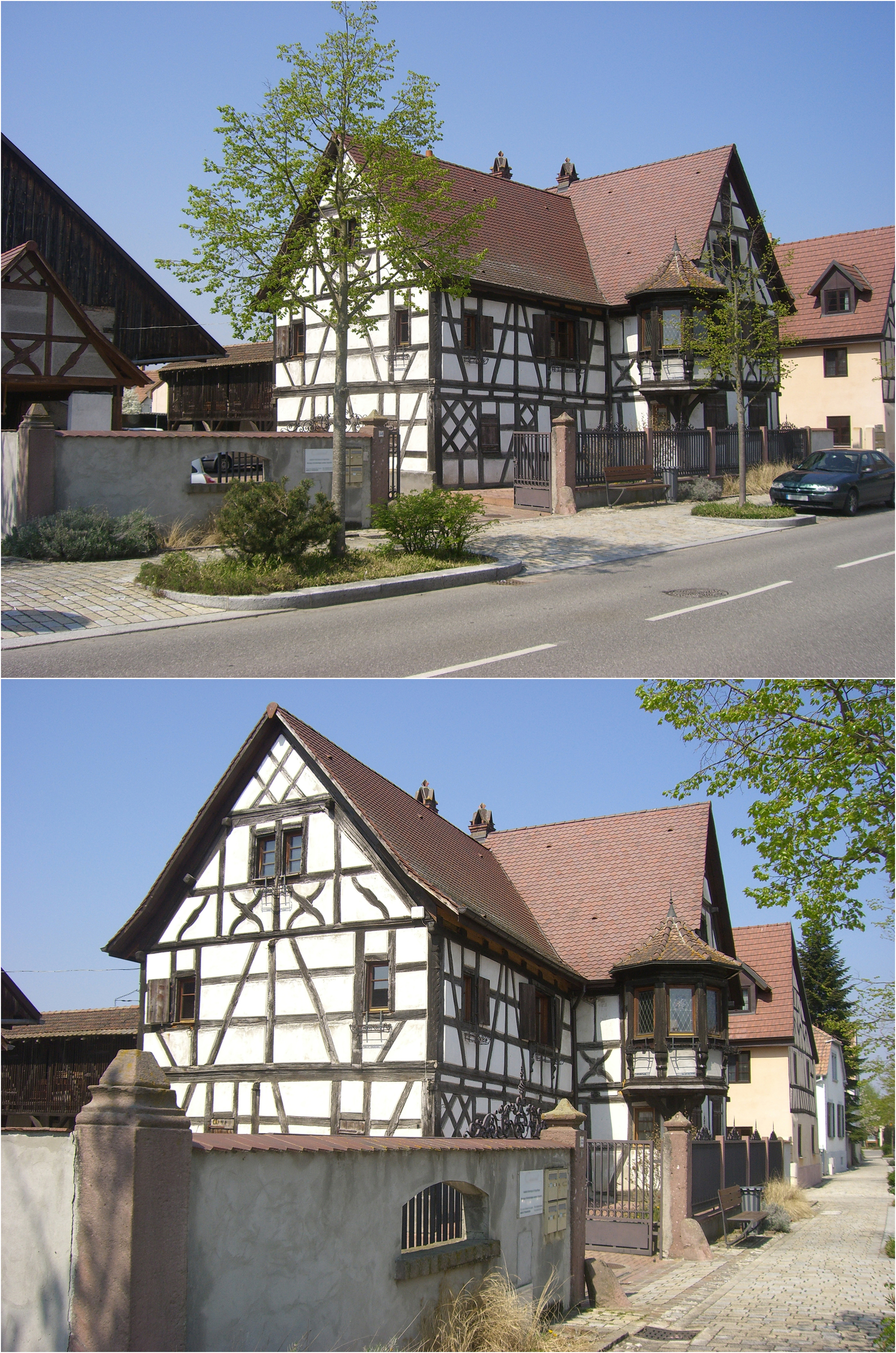
Maison alsacienne à pans de bois et oriel d'angle, datant de 1680, inscrite à l'inventaire des monuments historiques.

- Le village d'Ottmarsheim est né le long de l'ancienne voie romaine qui reliait Bâle à Breisach. La découverte en 1909 d'une nécropole des VIe et VIIe siècles indique que le village existait déjà à l'époque mérovingienne. Le nom d'Ottmarsheim est cité pour la première fois dans un manuscrit de l'Abbaye de Murbach en 881. Pendant longtemps, la localité demeure le centre des possessions des Habsbourg en Alsace. Siège d'une douane importante - et donc source de revenus importants - elle est convoitée par de nombreuses familles nobles. Ce qui assura sa réputation au cours des siècles suivants, c'est la fondation, au XIe siècle de son Abbaye et la construction de son église entre 1030 et 1049. Village à vocation essentiellement agricole, Ottmarsheim voit, de 1851 à 1941, sa population diminuer progressivement. Mais au cours de la seconde moitié du XXe siècle, la localité va se transformer profondément avec le creusement du Grand Canal d'Alsace (1947), la construction par E.D.F. d'une usine hydroélectrique (1948-1952) et la création de la zone portuaire (1995). De grosses industries s'implantent alors sur le territoire de la commune, lui apportant de nouvelles sources d'activités.
- Église Saint-Pierre-et-Saint-Paul, ancienne abbatiale romane, seule église de plan octogonal en Alsace, qui constitue peut-être une réplique de la cathédrale carolingienne d'Aix-la-Chapelle, en Allemagne (vitraux d'Elvire Jan). L'église est classée aux monuments historiques[37].
- Rodolphe dit d'Altenbourg (ancêtre de la lignée des Habsbourg), mort sans descendance, fonda l'abbaye d'Ottmarsheim en Alsace, consacrée en 1049 par le pape alsacien Léon IX, un chef-d'œuvre architectural qui pourrait se présenter comme une réplique de la chapelle octogonale d'Aix-la-Chapelle.

- Maison alsacienne à pans de bois et oriel d'angle, datant d'avant la guerre de trente ans, inscrite aux monuments historiques[38].
- Prieuré Saint-Bernard.
- La Gare 9. Les installations hydroélectriques d'Ottmarsheim ont fait partie du vaste programme de travaux entrepris pour l'aménagement du Rhin entre la frontière suisse et Strasbourg, en vue de la production d'énergie électrique et de l'amélioration de la navigation. Cet aménagement comporte un canal de 125 km de long : le Grand Canal d'Alsace. Cependant, des travaux sur le Rhin avaient été prévus bien avant la seconde guerre mondiale, la première usine hydroélectrique a ainsi été construite à Kembs avant 1939. Dès la fin de la guerre, d'importants travaux ont commencé pour améliorer la navigation dans plusieurs régions de France dont l'Alsace (implantation d'usines hydroélectriques sur le Rhin, comme Genitia, Donzer Mondragon...). À Ottmarsheim, le chantier a duré de 1948 à 1952. Pour ces travaux, de nombreux ouvriers sont venus de toute la France (Bratagne, Normandie...) mais aussi d'Italie, d'Espagne, des pays de l'est... En tout, on comptait 26 ethnies différentes venues s'y installer. A proximité de chaque village et tout le long de la voie de chemin de fer, ont été construites des cités : d'où le nom de gare auquel on a ajouté un numéro correspondant à l'évolution géographique des travaux le long du Rhin : gare 6, Niffer - gare 7, Petit-Landau - gare 8, Hombourg... Ainsi est née la gare 9 à Ottmarsheim. Près de 9 000 ouvriers occupaient les gares 8 et 9. Des habitations ouvrières provisoires ont été bâties au service de la main-d'œuvre du chantier, dans une période marquée par la fin de la guerre, un renouveau économique et une pénurie de logements. À la gare 9, les bâtiments étaient confortables, les ouvriers pouvaient même bénéficier de structures sociales et administratives dynamiques. Ces quartiers provisoires ont finalement été utilisés plus longtemps que prévu du fait de la pénurie de logements : les dernières habitations ont été détruites à la fin des années 1990.

## Personnalités liées à la commune
- Claudine Rinner (née en 1965), dessinatrice en construction mécanique et astronome amateur domiciliée dans la commune.

## Honneur
L'astéroïde (128627) Ottmarsheim, découvert le 6 septembre 2004 par Claudine Rinner à l'Observatoire d'Ottmarsheim, est nommé d'après la commune.